# Ekspedycja 67
Ekspedycja 67 – długa misja na Międzynarodową Stację Kosmiczną, która rozpoczęła się 30 marca 2022, wraz z oddokowaniem statku kosmicznego Sojuz MS-19. Zakończyła się 29 września 2022 o godzinie 07:34 UTC. Pierwszym dowódcą misji został Thomas Marshburn, który przybył na stację jeszcze w listopadzie 2021. Początkowo, oprócz dowódcy, w misji uczestniczyło dwóch astronautów NASA: Raja Chari, Kayla Barron, a także Mathias Maurer z ramienia ESA oraz trzech kosmonautów z organizacji Roskosmos: Oleg Artiemjew, Denis Matwiejew i Siergiej Korsakow.
Podczas Ekspedycji 67 Międzynarodowa Stacja Kosmiczna została także odwiedzona przez członków lotu naukowo-turystycznego Axiom Mission 1. Trzy osoby przybyły na stację 9 kwietnia 2022 wraz z astronautą Michaelem López-Alegría. Opuścili oni stację 25 kwietnia 2022. 

## Załogi

### SpaceX Crew-3
Załoga Crew-3 była na miejscu w ramach poprzedniej misji, od listopada 2021. Po przylocie SpaceX Crew-4, Thomas Marshburn (NASA) przekazał dowodzenie misją Olegowi Artiemjewowi (RSA).
Załoga wróciła na Ziemię 6 maja 2022 o godzinie 4:43 UTC, lądując w Zatoce Meksykańskiej na pokładzie SpaceX Crew-3. Thomas Marshburn wraz z załogą (Raja Chari, Kayla Barron, Matthias Maurer) dotarli z powrotem na Ziemię po 176 dniach w przestrzeni kosmicznej.

### Sojuz MS-21
Trzech rosyjskich kosmonautów (Oleg Artiemjew, Denis Matwiejew oraz Siergiej Korsakow) wystartowało 18 marca 2022 o godzinie 15:55 UTC z kosmodromu Bajkonur na pokładzie Sojuza MS-21. O godzinie 22:12 UTC dotarli oni do MSK i mają pozostać na pokładzie do końca misji.

### SpaceX Crew-4
SpaceX Crew-4 wystartował z kompleksu 39A w NASA Kennedy Space Center na Florydzie 27 kwietnia 2022 o 7:53 czasu UTC. Tego samego dnia o godzinie 23:37 UTC kapsuła zadokowała w Międzynarodowej Stacji Kosmicznej, przywożąc na stację astronautów NASA: Kjell N. Lindgren, Bob Hines, Jessica Watkins oraz astronautkę ESA Samanthę Cristoforetti.

### Sojuz MS-22
Pod koniec Ekspedycji 67, Roskosmos wysłał na MSK MS-22 z kapsułą Konstantin Ciołkowski, nazwaną z okazji 165 rocznicy urodzin naukowca. Wylot z kosmodromu Bajkonur odbył się 21 września o 13:54 UTC.

### Kalendarz misji
| Lot           | Astronauta/Kosmonauta                              | Pierwsza część (30 marca-27 kwietnia 2022) | Druga część (27 kwietnia–5 maja 2022) | Trzecia część (5 maja – 21 września 2022) | Czwarta część (21–29 września 2022) |
| ------------- | -------------------------------------------------- | ------------------------------------------ | ------------------------------------- | ----------------------------------------- | ----------------------------------- |
| Sojuz MS-21   | Oleg Artiemjew, Roskosmos Trzeci lot w kosmos      | Inżynier pokładowy                         | Inżynier pokładowy                    | Dowódca                                   | Dowódca                             |
| Sojuz MS-21   | Denis Matwiejew, Roskosmos Pierwszy lot w kosmos   | Inżynier pokładowy                         | Inżynier pokładowy                    | Inżynier pokładowy                        | Inżynier pokładowy                  |
| Sojuz MS-21   | Siergiej Korsakow, Roskosmos Pierwszy lot w kosmos | Inżynier pokładowy                         | Inżynier pokładowy                    | Inżynier pokładowy                        | Inżynier pokładowy                  |
| SpaceX Crew-3 | Thomas Marshburn Trzeci lot w kosmos               | Dowódca                                    | Dowódca                               | Poza stacją                               | Poza stacją                         |
| SpaceX Crew-3 | Raja Chari, NASA Pierwszy lot w kosmos             | Inżynier pokładowy                         | Inżynier pokładowy                    | Poza stacją                               | Poza stacją                         |
| SpaceX Crew-3 | Kayla Barron, NASA Pierwszy lot w kosmos           | Inżynier pokładowy                         | Inżynier pokładowy                    | Poza stacją                               | Poza stacją                         |
| SpaceX Crew-3 | Matthias Maurer, ESA Pierwszy lot w kosmos         | Inżynier pokładowy                         | Inżynier pokładowy                    | Poza stacją                               | Poza stacją                         |
| SpaceX Crew-4 | Kjell N. Lindgren, NASA Drugi lot w kosmos         | Poza stacją                                | Inżynier pokładowy                    | Inżynier pokładowy                        | Inżynier pokładowy                  |
| SpaceX Crew-4 | Bob Hines, NASA Pierwszy lot w kosmos              | Poza stacją                                | Inżynier pokładowy                    | Inżynier pokładowy                        | Inżynier pokładowy                  |
| SpaceX Crew-4 | Samantha Cristoforetti, ESA Drugi lot w kosmos     | Poza stacją                                | Inżynier pokładowy                    | Inżynier pokładowy                        | Inżynier pokładowy                  |
| SpaceX Crew-4 | Jessica Watkins, NASA Pierwszy lot w kosmos        | Poza stacją                                | Inżynier pokładowy                    | Inżynier pokładowy                        | Inżynier pokładowy                  |
| Sojuz MS-22   | Siergiej Prokopjew, Roskosmos Drugi lot w kosmos   | Poza stacją                                | Poza stacją                           | Poza stacją                               | Inżynier pokładowy                  |
| Sojuz MS-22   | Dmitrij Pietielin, Roskosmos Pierwszy lot w kosmos | Poza stacją                                | Poza stacją                           | Poza stacją                               | Inżynier pokładowy                  |
| Sojuz MS-22   | Francisco Rubio, NASA Pierwszy lot w kosmos        | Poza stacją                                | Poza stacją                           | Poza stacją                               | Inżynier pokładowy                  |

## Spacery kosmiczne
Podczas Ekspedycji 67, miało miejsce pięć spacerów kosmicznych trwających w sumie 33 g. 12 m.:
- 18 kwietnia 2022 – 249. spacer kosmiczny – Oleg Artiemjew i Denis Matwiejew wychodząc z modułu Poisk, zainstalowali oprzyrządowanie na Nauce oraz na module Priczał. Podłączyli sterowanie Europejskiego robotycznego ramienia. Zainstalowali poręcze zewnętrzne oraz adapter, który umożliwi transfer ładunku bezpośrednio do segmentu rosyjskiego(inne języki)[12][13][14].
- 28 kwietnia 2022 – 250. spacer kosmiczny – wychodząc z modułu Poisk, podczas czwartego spaceru w celu instalacji techniki na Nauce oraz na module Priczał, aby podłączyć European Robotic Arm, Oleg Artiemjew i Denis Matwiejew wyrzucili osłony cieplne, zwolnili blokady uruchamiania oraz zwinęli ramię do zabezpieczonego miejsca (stanowisko 2) w przedniej części laboratorium, gdzie zostało ono zatrzaśnięte. Z powodu braku czasu, nie zdążyli zwolnić chwytaka na stanowisku 1 i ramię zostało zakrzywione nad panelami słonecznymi. Kosmonauci zainstalowali również poręcze przy Nauce i ramieniu ERA, a także rozmieścili kopię Sztandaru Zwycięstwa na Dzień Zwycięstwa z boku stacji. ERA został sprawdzony od wewnątrz, jednak próby chwycenia czegoś na stanowisku 3 były nieudane. Na koniec ramię zostało cofnięte i odstawione na miejsce, aby nie przeszkadzać w przyszłych operacjach dokowania oraz aby nie zawadzały o ster Nauki[12][15][16][17][18].
- 21 lipca 2022 r. - 251. spacer kosmiczny - Oleg Artiemjew i Samantha Cristoforetti wychodząc z modułu Poisk, czas trwania 7 g. 5 m.[19], ręczne wystrzelenie dziesięciu nanosatelitów i kontynuacja pracy z europejskim manipulatorem ERA.
- 17 sierpnia 2022 r. - 252. spacer kosmiczny - Oleg Artiemjew i Denis Matwiejew wychodząc z modułu Poisk, czas trwania 4 g. 1 m. Szóste z rzędu wyjście w celu montażu modułu Nauka, a także prace przygotowawcze do transferu modułów rosyjskich. Zainstalowano dwie kamery na złączeniach i kontynuowano pracę z europejskim manipulatorem ERA.
- 2 września 2022 r. - 253. spacer kosmiczny - Oleg Artiemjew i Denis Matwiejew